# Libor
A Libor a görög eredetű, latin Liborius név rövidülése. Jelentése valószínűleg Liburnia vidékéről származó férfi.

## Gyakorisága
Az 1990-es években szórványos név, a 2000-es években nem szerepel a 100 leggyakoribb férfinév között.

## Névnapok
ajánlott névnap: december 30.
Hivatalos névnap: július 23. Lenke mellett. Kihalóban lévő magyar név. Az 1800-as évek végén még szerepelt a naptárban. Például Gárdonyi Géza szerkesztette 1894-es kiadású "Örök-naptár a 3301-ik évig" nyomtatványban.

## Híres Liborok
- Kovács Libór (1942–2020) Szolnok polgármesteri jogkörben eljáró alpolgármestere (1994–2002)